# Daniel Kovac
Daniel Kovac (Črna na Koroškem, Jugoslávia (atual Eslovénia), 27 de setembro de 1956) é um cantor alemão conhecido por ter representado a Alemanha no Festival Eurovisão da Canção 1990, juntamente com Chris Kempers, com a canção "Frei zu leben". Foi o primeiro representante da Alemanha unificada no Festival Eurovisão da Canção.